# یوکیجیرو هوتارو
یوکیجیرو هوتارو (انگلیسی: Yukijirō Hotaru؛ زادهٔ ۲۷ اوت ۱۹۵۱) یک هنرپیشه اهل ژاپن است. وی از سال ۱۹۷۰ میلادی تاکنون مشغول فعالیت بوده‌است.
از فیلم‌ها یا برنامه‌های تلویزیونی که وی در آن نقش داشته است می‌توان به درمان اشاره کرد.